# Wartburg (Fahrradmarke)
Wartburg-Fahrräder (nach 1904 auch Dixi-Wartburg) war eine Fahrradmarke der Fahrzeugfabrik Eisenach AG – ab 1904 auch Dixi-Werke genannt, bzw. ab 1921 „Fahrzeugfabrik Eisenach, Zweigniederlassung der Gothaer Waggonfabrik AG“.

## Markengeschichte
Schon kurz nach der Gründung der Fahrzeugfabrik Eisenach durch den Industriellen und Erfinder Heinrich Ehrhardt im Jahr 1896 begann das Werk mit der Herstellung verschiedener Fahrradtypen unter der von der bei Eisenach gelegenen Wartburg abgeleiteten Markenbezeichnung „Wartburg“. 1898 wurde dieser Markenname auch auf die nun im Werk produzierten Wartburg-Motorwagen angewandt.
Nach wirtschaftlichen Schwierigkeiten ab 1903, dem Ausscheiden der Gründerfamilie Ehrhardt aus dem Werk im Jahr 1904 sowie dem damit verbundenen Verlust der auf Erhardt ausgestellten Fahrzeuglizenzen entschied sich die Geschäftsführung des Unternehmens zur Einführung der neuen Marke „Dixi“ für den Produktionszweig Automobile. „Wartburg“ blieb bis ca. 1920 als Markenname für Fahrräder erhalten. Erst dann wurde „Dixi“ auch bis zum Ende der Produktion 1929 der Markenname der im Werk hergestellten Fahrräder. Möglicherweise gab es auch eine parallele Verwendung der beiden Markennamen für Fahrräder. Die etablierte Fahrradmarke Wartburg blieb aber als eingetragene Marke des Werks bis nachweislich 1932 bestehen. Durch eine Anzeige von 1920 ist die Bewerbung der Rennräder des Herstellers als „Dixi-Wartburg“ nachweisbar.
In den 1920er Jahren verfügte das Werk über ein gut ausgebautes Händlernetz mit Generalvertretungen in Düsseldorf, Hamburg und Berlin.
Nach der 1928 erfolgten Übernahme der Fahrzeugfabrik Eisenach durch die Bayerischen Motorenwerke stellte das Werk 1929 die Produktion von Fahrrädern ein.
Ab ca. 1934 wurde der Markenname „Dixi“ von Patria verwendet – bis in die 1950er Jahre. Der Markenname Wartburg bezog sich nach 1955 ausschließlich auf die im Automobilwerk Eisenach hergestellten Wartburg-Automobile.
Im Mai 2016 kündigte die in Gründung befindliche Firma „Wartburg Velociped Manufactur“ an, ab Frühjahr 2018 wieder Fahrräder mit der Markenbezeichnung „Wartburg“ bauen zu wollen. Diese Pläne wurden jedoch nicht umgesetzt.

## Modellpalette und Produktionszahlen

Wartburg "Bergrad" 1898

Wartburg Fahrrad mit Kardanwellenantrieb 1898

Wartburg "Halbrenner" von 1912

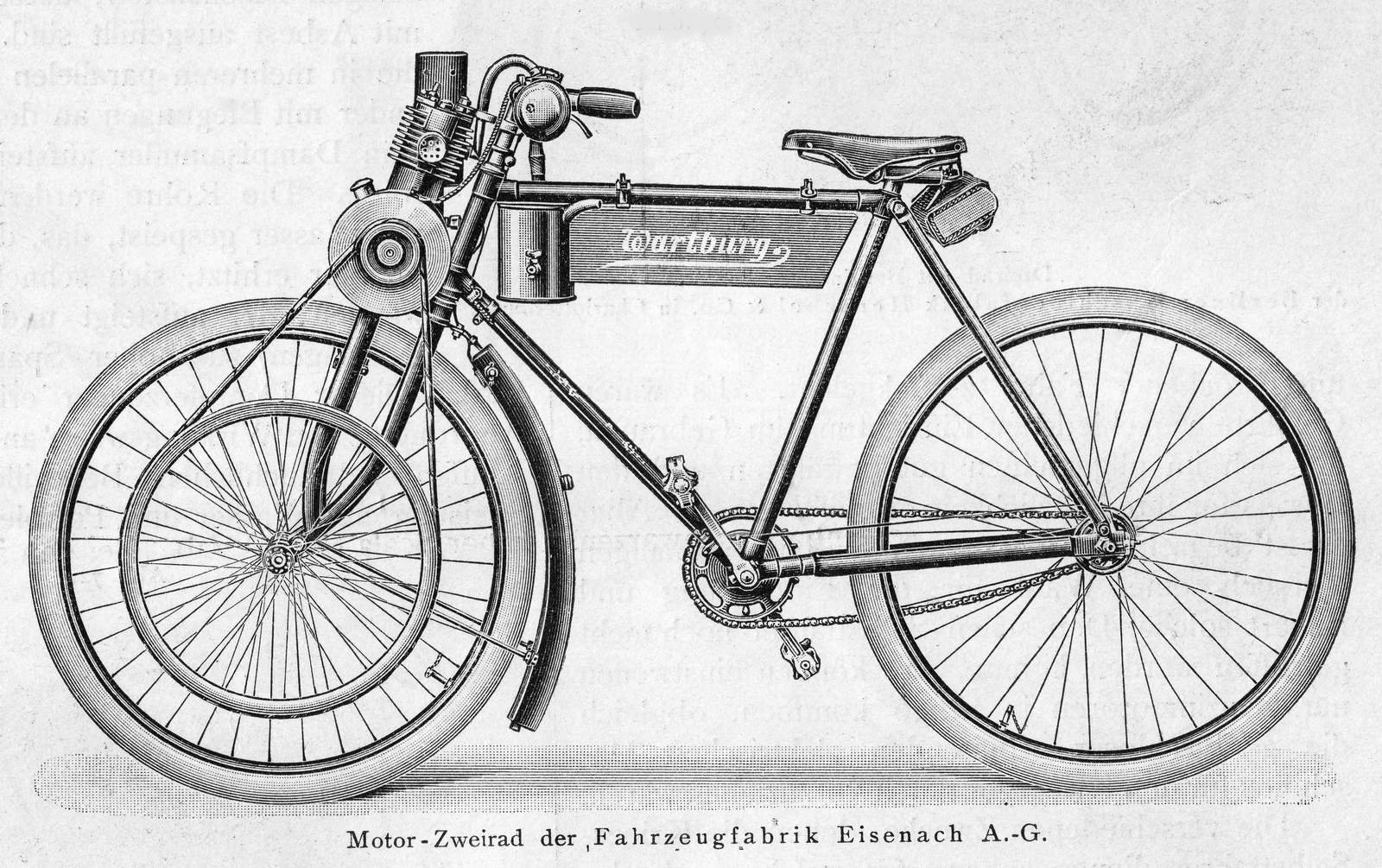
Motor-Zweirad „Wartburg“ 1899

Die Produktion umfasste seit der Gründung des Werks neben Damen- und Herrenrädern für den normalen Gebrauch auch Rennräder und Fahrräder für den Heeresbedarf. Zumindest die als Marke Wartburg angebotenen Fahrräder der Ägide Ehrhardt (1886–1903) zeichneten sich durch eine Vielzahl technischer Innovationen aus.
Eine solche Neuerung bildete das ab 1898 für das Heer „zur Schonung der Pferde beitragend“ entwickelte sogenannte „Bergrad“. Das Bergrad arbeitete mit einer kettenlosen Kraftübertragung mittels zweier Kegelradpaare mit langer Welle und war mit einer Gangschaltung und einem Schaltgestänge am Mittelrahmen ausgestattet. Der Rahmen wurde für die besonderen Belastungen des militärischen Einsatzes zusätzlich verstärkt.
Die im Bergrad verwendete Technik kam auch bei kettenlosen Herrenrädern ohne Gangschaltung zum Einsatz.
Einen Übergang vom Fahrrad zum Motorrad im heutigen Sinne bildeten die motorisierten Zweiräder, deren Rahmen und Räder deutlich auf dem Fahrrad fußten.
Erhaltene Kataloge der Jahre 1910 bis 1916 zeigen eine Palette von 10 Standardmodellen, die neben den Herrenradmodellen Englandrad, Halbrenner, Rennrad, Tourenrad auch zwei Damenradmodelle und Kinderräder umfasste. Auch eine spezielle Ausführung zum Radturnen ist überliefert.
Erkennungsmerkmal der meisten Wartburg-Fahrräder war, neben dem angenieteten Kettenrad mit Sechsteilung und gebogenen Streben, das markante Steuerkopfschild. Quer über das verspielte Oval läuft eine Banderole mit dem Wort „Wartburg“. Im unteren Teil des Steuerkopfschildes fand sich üblicherweise die Modellnummer eingeschlagen. Den Klingeldeckel zierte dagegen ein Schild, das die Umrisse der Wartburg trägt. Auch hier fand sich in verzierten Lettern der Name „Wartburg“.
1898 wurden 35 Räder täglich hergestellt, die Jahresproduktion betrug demnach ca. 10.000 Stück. Im Geschäftsjahr 1900/1901 kam die Produktion komplett zum Erliegen, sollte aber 1903 wieder bei ca. 15.000 jährlich gefertigten Rädern liegen. Ab 1905 machte die Fahrradfertigung sogar den größten Anteil der Gewinne des Werks aus. In diesem Zeitraum lag die Beschäftigtenzahl in der Fahrradproduktion bei ca. 500 Arbeitern und damit bei etwa der Hälfte der Gesamtbeschäftigtenzahl von ca. 1120 Arbeitern und Angestellten. Bis 1910 fertigte die Fahrzeugfabrik insgesamt 100.000 Räder und gehörte damit zu den größeren Produzenten Deutschlands.
Der Preis pro Fahrrad hat 1899 bei 290 Mark gelegen. Bei einem durchschnittlichen Jahresverdienst von 834 Mark kostete ein „Wartburg-Rad“ also circa ein Drittel des Jahreseinkommens eines einfachen Arbeiters.
Im Laufe der 1920er Jahre scheint es keine weiteren bemerkenswerten Veränderungen der Produkte gegeben zu haben. Die bekannten Abbildungen und wenigen erhaltenen Exemplare zeigen eine über fast 20 Jahre unveränderte Form der Fahrräder.